# اس‌اس امیدیو
اس‌اس امیدیو (به انگلیسی: SS Emidio) یک کشتی است.